# Heinrich Berg (Politiker)
Heinrich Berg (* 27. Juni 1893 in Kleinendorf; † 7. März 1954 ebenda) war ein deutscher Politiker (CDU) und nach dem 2. Weltkrieg Landrat im Kreis Lübbecke.

## Leben und Beruf
Nach dem Besuch der Volksschule und Abschluss einer Ausbildung im kaufmännischen Bereich war Berg als selbständiger Gastwirt und Kaufmann in seiner Heimatgemeinde tätig. Er gehörte zu den Gründungsmitgliedern der CDU in Kleinendorf.
Er war verheiratet und hatte zwei Kinder.

## Abgeordneter
Vom Februar 1946 bis zu seinem Tode am 7. März 1954 war Berg Mitglied des Kreistags des Landkreises Lübbecke.

## Öffentliche Ämter
Vom 8. Februar 1946 bis 7. März 1954 war er ununterbrochen Landrat des Landkreises Lübbecke.